# Lobovalgus burgeoni
Lobovalgus burgeoni är en skalbaggsart som beskrevs av Franz Antoine 2002. Lobovalgus burgeoni ingår i släktet Lobovalgus och familjen Cetoniidae. Inga underarter finns listade i Catalogue of Life.